# Jacques Santini
Jacques Santini (født 25. april 1952 i Delle) er en tidligere fransk fodboldspiller og senere træner. Han var som aktiv primært tilknyttet AS Saint-Étienne i hjemlandet, hvor han spillede i 12 sæsoner. Han havde også et ophold hos Montpellier HSC.
Santini blev efter sit karrierestop træner, og har stået i spidsen for adskillige klubber i Frankrig, blandt andet Toulouse FC, Lille OSC, AS Saint-Étienne, Olympique Lyon og AJ Auxerre. Han var desuden i en kort periode i 2004 manager i England hos Tottenham Hotspur.
Santinis måske mest prestigefulde trænerjob kom, da han fra 2002 til 2004 stod i spidsen for Frankrigs landshold, som han førte til guld ved Confederations Cup 2003. Han kvalificerede også holdet til EM i 2004. Her gik man videre fra den indledende runde, men blev i kvartfinalen besejret af de senere mestre fra Grækenland.